# Thedo Remmelink
Jan Theodoor „Thedo” Remmelink (ur. 22 kwietnia 1963 w Zelhem) – holenderski snowboardzista. Jego najlepszym wynikiem na mistrzostwach świata jest 12. miejsce w slalomie równoległym na mistrzostwach świata w Lienzu. Zajął także 10. miejsce w gigancie na igrzyskach w Nagano. Najlepsze wyniki w Pucharze Świata osiągnął w sezonie 1995/1996, kiedy to zajął trzecie miejsce w klasyfikacji generalnej. W sezonie 1994/1995 był drugi w klasyfikacji slalomu i trzeci w klasyfikacji giganta.
W 1998 r. zakończył karierę.

## Sukcesy

### Igrzyska olimpijskie
| Miejsce | Dzień    | Rok  | Miejscowość | Konkurencja | Zwycięzca       |
| ------- | -------- | ---- | ----------- | ----------- | --------------- |
| 10.     | 8 lutego | 1998 | Nagano      | Gigant      | Ross Rebagliati |

### Mistrzostwa Świata
| Miejsce | Dzień       | Rok  | Miejscowość | Konkurencja       | Zwycięzca      |
| ------- | ----------- | ---- | ----------- | ----------------- | -------------- |
| 22.     | 27 stycznia | 1996 | Lienz       | Gigant            | Jeff Greenwood |
| 12.     | 28 stycznia | 1996 | Lienz       | Slalom równoległy | Ivo Rudiferia  |
| 17.     | 22 stycznia | 1997 | San Candido | Gigant            | Thomas Prugger |
| 19.     | 25 stycznia | 1997 | San Candido | Slalom równoległy | Mike Jacoby    |

### Puchar Świata

#### Miejsca w klasyfikacji generalnej
- 1994/1995 - -
- 1995/1996 - 3.
- 1996/1997 - 17.
- 1997/1998 - 23.

#### Miejsca na podium
1. Zell am See – 26 listopada 1994 (gigant) - 1. miejsce
2. Pitztal – 5 grudnia 1994 (gigant) - 2. miejsce
3. San Candido – 21 stycznia 1995 (slalom równoległy) - 2. miejsce
4. San Candido – 22 stycznia 1995 (slalom) - 1. miejsce
5. Alts – 2 lutego 1995 (gigant) - 3. miejsce
6. Calgary – 23 lutego 1995 (gigant) - 3. miejsce
7. Calgary – 24 lutego 1995 (slalom) - 2. miejsce
8. La Bresse – 13 stycznia 1996 (slalom równoległy) - 1. miejsce
9. San Candido – 20 stycznia 1996 (slalom) - 1. miejsce
10. Sun Peaks – 1 marca 1996 (gigant) - 3. miejsce
11. Olang – 28 lutego 1997 (gigant) - 1. miejsce
12. Oberstdorf – 27 lutego 1998 (gigant) - 2. miejsce

- W sumie 5 zwycięstw, 4 drugie i 3 trzecie miejsca.